# Seznam achaimenovských králů
Seznam achaimenovských králů zahrnuje všechny vladaře Persidy a staré perské říše mezi lety 685 a 329 př. n. l. Do seznamu je zařazen i Gaumáta/Smerdis, jehož příslušnost k Achaimenovcům je sporná.
| Král             | Perský tvar jména | Doba panování | Poznámka |
| ---------------- | ----------------- | ------------- | --- |
| Achaimenés       | Hachámaniš        | cca 685–675   | |
| Teispés          | Čišpiš            | cca 675–640   | |
| Ariaramnés       | Arijáramna        | cca 640–590?  | |
| Kýros I.         | Kúrúš             | cca 640–600   | |
| Kambýsés I.      | Kambudžija        | cca 600–559   | |
| Arsamés          | Aršáma            | cca 590–559?  | |
| Kýros II. Veliký | Kúrúš             | 559–530       | Porazil médského krále Astyaga a lýdského krále Kroisa a podmanil si i Babylonii. Stal se zakladatelem do té doby největšího státního útvaru na Předním východě – perské říše.                             |
| Kambýsés II.     | Kambudžija        | 530–522       | Dobyl Egypt, kde ukončil vládu 26. dynastie (zajetí faraona Psammetika III.). V posledních měsících života byl konfrontován se vzpourou Gaumáty/Smerdia.                                                   |
| Gaumáta/Smerdis  | Gaumáta/Bardija   | 522           | Záhadná postava, buď bratr Kambýsův, nebo uzurpátor, který se za Achaimenovce jen vydával. Zabit spiklenci kolem Dareia, potomka Ariaramnova.                                                              |
| Dareios I.       | Dárajavauš        | 522/521–486   | Potlačil vzpoury, které v letech 522–521 otřásaly říší, a poté reorganizoval perskou administrativu (satrapie). Neuspěl při pokusech expandovat na západ (Skythové, Řekové v Evropě).                      |
| Xerxés I.        | Chšajáršá         | 486–465       | Potýkal se s revoltami v Egyptě a Babylonii (obě potlačeny). Roku 480 zorganizoval rozsáhlou výpravu do Řecka, která skončila neúspěchem (bitvy u Salamíny a Platají). Zavražděn.                          |
| Artaxerxés I.    | Artachšaçá        | 465–424       | Odstranil Artabana, který zosnoval Xerxovu vraždu, a jako král fakticky rezignoval na podrobení řeckého prostoru (historicita tzv. Kalliova míru mezi Athénským námořním spolkem a Persií je však sporná). |
| Xerxés II.       | Chšajáršá         | 424–423       | Vládl jen přibližně dva měsíce na přelomu let 424/423, pak byl zabit svým nevlastním bratrem Sogdianem, levobočkem Artaxerxa I. Zmatky v říši, jejichž přesná chronologie je nejasná.                      |
| Sogdianos        | Sogdyána          | 423           | Zmocnil se násilím trůnu, ale po několika měsících byl donucen k rezignaci dalším levobočkem Artaxerxa I. Óchem (pozdějším Dareiem II.). Zavražděn.                                                        |
| Dareios II.      | Dárajavauš        | 423–404       | Odstranil Sogdiana a po většinu vlády se musel potýkat se vzpourami v říši. V peloponnéské válce podporoval (především finančně) Spartu proti Athénám.                                                     |
| Artaxerxés II.   | Artachšaçá        | 404–359       | Ztratil Egypt a svou moc upevnil až po porážce mladšího bratra Kýra, který se domáhal trůnu. V Řecku prosadil uzavření tzv. královského míru.                                                              |
| Artaxerxés III.  | Artachšaçá        | 359–338       | Snažil se vést ofenzivní politiku v rámci říše i mimo ni a opětovně dobyl Egypt, kde ukončil vládu 30. dynastie. Byl otráven eunuchem Bagoem.                                                              |
| Arsés            | Aršaka či Aršáma  | 338–336       | Projevoval se spíše jako loutka v rukou eunucha Bagoa než jako samostatně rozhodující panovník. V jeho době ovládl Filip II. Makedonský většinu Řecka. Zavražděn Bagoem.                                   |
| Dareios III.     | Dárajavauš        | 336–330       | Odstranil Bagoa a v následné válce se synem Filipa II. Alexandrem Makedonským byl dvakrát rozhodně poražen (u Issu a u Gaugamél). Zavražděn na útěku.                                                      |
| Artaxerxés IV.   | Artachšaçá        | 330–329       | Snažil se marně klást odpor postupujícím Alexandrovým vojskům, nakonec byl Makedonci zajat a popraven. Zánik staré perské říše.                                                                            |